# Unified Extensible Firmware Interface
Unified Extensible Firmware Interface (skraćeno UEFI) je definicija sučelja za računalni firmver koju je objavio Intel 1998. godine, za koji je Intel također predstavio referentnu implementaciju. Izvorno, firmware koji je razvio Intel za 64-bitnu Itanium arhitekturu nazivao se Extensible Firmware Interface ili skraćeno EFI. UEFI se etablirao kao nasljednik BIOS -a i kao takav čini središnje sučelje između firmware-a platforme i operativnog sustava.
Budući da je UEFI zamijenio prethodni firmware - BIOS na IBM PC-kompatibilnim računalima, UEFI se često naziva "UEFI-BIOS", a također se često još uvijek naziva "BIOS setup". 
Osnovne značajke UEFI-ja su korištenje GUID particijske tablice, koja ostaje djelomično kompatibilna s Master Boot Record koji koristi BIOS, mrežna funkcionalnost, a od verzije 2.3.1 UEFI-ja i Secure Boot, funkcija koji dopušta pokretanje ograničeno na unaprijed potpisane bootloadere i ima za cilj spriječiti pokretanje zlonamjernog softvera ili drugih neželjenih programa.

## Značajke
- UEFI je neovisan o CPU tipu i može se koristiti za pokretanje različitih vrsta sustava uključujući ARM arhitekturu i x64.
- Veliki tvrdi diskovi s više od 2 TB se mogu koristiti s GUID tablicom particije (GPT) predstavljenom kao dio UEFI-ja.[1]
- Svi podaci i programi za UEFI čuvaju se u obliku konvencionalnih datoteka u posebnoj particiji, koja mora biti u VFAT formatu. Za razliku od BIOS-a, nikakvi podaci poput podataka o učitavaču operativnog sustava se ne čuvaju u određenim fiksnim i nepromjenjivim memorijskim područjima kao što je glavni zapis za pokretanje (MBR).
- Za razliku od starijeg BIOS standarda Preboot Execution Environment (PXE), koji zahtijeva odgovarajuće upravljačke programe u BIOS-u mrežne kartice, UEFI je mrežno sposoban i, na temelju PXE postupka, omogućuje izravno pokretanje putem mreže.
- Općenito modularan, proširiv dizajn u strukturama. Na primjer, moguće je pozvati UEFI ljusku sličnu Unixovoj ljusci tijekom procesa pokretanja sustava.
- Trajna pohrana određenih podataka, na primjer redoslijeda pokretanja različitih medija, odvija se u NVRAM -u prema postupcima koji su definirani u UEFI standardu.Slijed pokretanja sustava s EFI

### Sigurno pokretanje
S uvođenjem sustava Windows 8 2012., uvedena je UEFI verzija 2.3.1 sa sigurnim mehanizmom pokretanja koji ograničava pokretanje na prethodno potpisane programe za pokretanje sustava (Bootloader). Time se povećava sigurnost prilikom pokretanja sustava, budući da je proizvođačima zlonamjernog softvera nemoguće intervenirati u ovaj proces bez pravih potpisa. To omogućuje siguran početak neprekinutog "lanca povjerenja" od hardverskog firmvera do korisničke aplikacije. Međutim, to ne sprječava da svaka karika u lancu također može učitati "nepouzdan" softver. Na primjer, Shim je Bootloader potpisan od strane Microsofta koji može učitati necertificirani GRUB i sve druge binarne datoteke preko njega.

### Operativni sustavi

#### Windows
Za krajnje korisnike, Windows podržava (U)EFI, posebno u 64-bitnim varijantama iz sustava Windows Vista s integriranim servisnim paketom 1 ili Windows Server 2008. Također neke 32-bitne verzije sustava Windows također podržavaju 32-bitni UEFI.

#### Linux
EFI također podržava Linux. Počevši od verzije 2.6.25, stabilna grana Linux kernela također nudi podršku za EFI za x86 arhitekturu.